# ماری‌جوانا در آلاباما
ماری‌جوانا در آلاباما برای استفاده تفریحی غیرقانونی است. در اختیار داشتن ماری‌جوانا ممنوع است و بار اول مجازات آن تا یک سال حبس، جریمه نقدی تا سقف ۶۰۰۰ دلار و شش ماه تعلیق اجباری گواهینامه رانندگی است. تکرار خطا و در اختیار داشتن ماری‌جوانا به قصد فروش جرم است.
استفاده پزشکی در سال ۲۰۲۱ با تصویب لایحه‌ای از سوی قانونگذار و امضای آن توسط فرماندار کی آیوی، قانونی شد. لوایح قبلی تصویب شده در سال ۲۰۱۴ (قانون کارلی) و ۲۰۱۶ (قانون لنی) فقط استفاده از روغن CBD را برای درمان اختلالات تشنج مجاز می‌دانست.

## تاریخچه

### ممنوعیت (۱۹۳۱)
ماری‌جوانا در سال ۱۹۳۱ در آلاباما ممنوع شد.

### قانون کارلی برای آزمایش‌های سی‌بی‌دی (۲۰۱۴)
در آوریل ۲۰۱۴، فرماندار رابرت بنتلی قانون کارلی (به انگلیسی: Carly's Law) را امضا کرد که به دانشگاه آلاباما در بیرمنگام اجازه می‌دهد روغن CBD غیر سایکو اکتیو را برای مطالعه بالینی به کودکان مبتلا به تشنج ناتوان‌کننده ارائه دهد. این قانون یک دفاع مثبت (Affirmative Defense) برای افراد یا مراقبان آن‌ها برای در اختیار داشتن داشتن روغن CBD تا ۳٪ تی‌اچ‌سی ارائه کرد.

### قانون لنی برای افزایش کمک هزینه سی‌بی‌دی (۲۰۱۶)
قانون لنی (به انگلیسی: Leni's Law) با امضای فرماندار بنتلی در ۴ مهٔ ۲۰۱۶ به اجرا درآمد. این قانون امکان دفاع مثبتی را که طبق قانون کارلی مجاز بود، گسترش داد تا هر فردی را که دارای یک بیماری ناتوان کننده یا شرایطی است که شامل تشنج است را شامل شود. مانند قانون کارلی، محتوای تی‌اچ‌سی مجاز به حداکثر ۳٪ بود.

### تلاش‌های ناموفق برای قانونی کردن ماری‌جوانای پزشکی
در سال ۲۰۱۲، کوون براون، یک نمایندهٔ جمهوری‌خواه از ناحیه ۴۰ مجلس ایالتی، مدلی قانونی را به عنوان «قانون حقوق بیماران ماری‌جوانای پزشکی آلاباما» معرفی کرد که «استفاده پزشکی از ماری جوانا را فقط برای برخی از بیماران واجد شرایط مجاز می‌داند؛ که توسط پزشک تشخیص داده شده است که دارای یک بیماری جدی هستند.» ۲۴ وضعیت پزشکی جدی یا هر «علائم پزشکی مزمن یا مداوم» دیگری در این قانون برشمرده شده که «به طور قابل توجهی توانایی فرد را برای انجام یک یا چند فعالیت اصلی زندگی همانطور که در قانون آمریکایی‌های دارای معلولیت در سال ۱۹۹۰ تعریف شده است، محدود می‌کند. (قانون عمومی ۱۰۱–۳۳۶)» که «در صورت عدم کاهش، ممکن است آسیب جدی به ایمنی یا سلامت جسمی یا روانی بیمار وارد کند.» این لایحه از بحث در کمیسیون فراتر نرفت. سه سال بعد، با تغییرات جزئی در سنای ایالت با عنوان SB326 و توسط سناتور ایالتی بابی سینگلتون، مجدداً ارائه شد.
در سال ۲۰۱۵، سناتور ایالتی بابی سینگلتون، قانون دسترسی ایمن برای بیماران ماری‌جوانای پزشکی را پیشنهاد کرد، که به بیمارانی که یکی از ۲۵ شرایط شدید را دارا هستند، اجازه می‌داد به ماری‌جوانای پزشکی دسترسی داشته باشند. این لایحه با اتفاق آرا در کمیته قضایی سنا تصویب شد، اما به صحن مجلس سنا نرسید. سناتور جابو واگونر، رئیس کمیته قوانین سنا، از پیشرفت بیشتر این لوایح جلوگیری کرد و اظهار داشت: «این قانون بد است… ما در آلاباما به آن نیاز نداریم.» های تایمز این لایحه پیشنهادی را به عنوان «تاثیرگذارترین قانونی که جنوب [ایالات متحده] در رابطه با ایجاد برنامه ایالتی ماری‌جوانای پزشکی دیده است» توصیف کرد.

### تلاش برای کاهش مجازات استفادهٔ غیرپزشکی
در سال ۲۰۱۹، لایحه‌ای توسط بابی سینگلتون برای کاهش مجازات‌های ماری‌جوانا در مجلس سنای ایالت ارائه شد. این لایحه می‌توانست جرم بودن مالکیت ماری‌جوانا برای مصرف شخصی برای بار دوم را از بین ببرد، و در عوض مالکیت دو اونس (۵۷ گرم) یا بیشتر ماری‌جوانا را به عنوان مالکیت نوع اول تعریف می‌کرد. همچنین مالکیت نوع اول جرم شناخته نمی‌شد مگر این که شخص برای بار سوم محکوم شود. همچنین مالکیت درجه دوم از جنحه به تخلف کاهش می‌یافت.
همچنین در سال ۲۰۱۹، لایحه‌ای توسط پاتریشیا تاد برای کاهش مجازات مالکیت در کمیته قضایی مجلس نمایندگان آمریکا به تصویب رسید. در لایحهٔ او مالکیت ۱ اونس (۲۸ گرم) یا کمتر فقط به عنوان تخلف قابل مجازات است. یک لایحه تقریباً مشابه توسط دیک بروبیکر در کمیته قضایی سنا با رای ۶–۴ به تصویب رسید و به صحن سنا منتقل شد.

### استفاده پزشکی قانونی شد (۲۰۲۱)
در ۱۷ مه ۲۰۲۱، فرماندار کی آیوی لایحه ۴۶ سنا، قانون ترحم در سالن «آتو» دارن وسلی را امضا کرد. این لایحه استفاده از ماری‌جوانا را با توصیه پزشک برای درمان تقریباً ۱۵ بیماری واجد شرایط ذکر شده در لایحه مجاز می‌داند. بیماران تنها در صورتی می‌توانند از ماری‌جوانا استفاده کنند که پزشک تأیید کند که داروهای سنتی نتوانسته‌اند وضعیت بیمار را بهبود بخشند. فروش مواد خام گیاهی و محصولات غذایی مانند کلوچه یا آب نبات ماری‌جوانا مجاز نیست. مالیات ۹ درصدی بر فروش ناخالص محصولات ماری‌جوانای پزشکی در نظر گرفته شد.
لایحه ۴۶ در ۲۴ فوریه ۲۰۲۱ با رای ۲۱ به ۸ به تصویب سنای ایالت رسید، سپس در ۶ مه ۲۰۲۱ با رای ۶۸ به ۳۴، با وجود اطاله بررسی ۹ ساعته از سوی نمایندگان جمهوری‌خواه، در مجلس نمایندگان تصویب شد. سپس سنا با ۲۰ رای موافق در برابر ۹ رای مخالف تغییراتی را که توسط مجلس ایجاد شده بود را تصویب کرد. این لایحه توسط تیم ملسون (R-Florence) در سنا و مایک بال (R-Madison) در مجلس حمایت می‌شد.

## گونزالس علیه رایچ
در ۱۳ اکتبر ۲۰۰۴، آلاباما به همراه می‌سی‌سی‌پی و لوئیزیانا در اعتراض به گونزالس در برابر رایچ یک نامه دوستانه (آمیکوس کوریا) ارائه کردند و آلاباما اظهار داشت: «نکته این است که کالیفرنیا به عنوان یک عضو مستقل اتحادیه فدرال حق دارد برای خود تصمیمات سختی را اتخاذ کند که بر شهروندانش تأثیر می‌گذارد».

## مقررات حقوقی
بر اساس قانون آلاباما، مجرمانی که برای اولین بار «استفاده شخصی» می‌کنند، می‌توانند به مالکیت در درجه دوم، § 13A-۱۲–۲۱۴ متهم شوند. این تخلف به عنوان یک جنحه طبقه‌بندی می‌شود و حداکثر مجازات مجاز یک سال زندان (اگرچه می‌توان آن را با دستور مشروط به حالت تعلیق درآورد) و جریمه ۶۰۰۰ دلاری است.
مالکیت درجه اول، § 13A-۱۲–۲۱۳، برای جرایم غیر «استفاده شخصی» (مثلاً قصد فروش) و محکومیت دوم یا بیشتر برای «استفاده شخصی» است؛ یعنی شخصی که بیش از یک بار مالکیت درجه دوم را انجام داده باشد، به مالکیت نوع اول متهم می‌شود. این اتهام یک جرم کلاس C است که ۱ تا ۱۰ سال حبس (حداقل ۱ سال و ۱ روز اجباری که توسط قاضی قابل تعلیق نیست) و ۱۵۰۰۰ دلار جریمه دارد.
فروش هر مقداری از ماری‌جوانا یک جرم کلاس B است که با مجازات ۲ تا ۲۰ سال (حداقل ۲ سال اجباری) و حداکثر ۳۰۰۰۰ دلار جریمه روبه‌رو می‌شود. فروش به افراد زیر سن قانونی با مجازات ۱۰ سال تا حبس ابد و حداکثر ۶۰۰۰۰ دلار جریمه مواجه می‌شود.
از آن‌جایی که ایالت آلاباما از معدود ایالت‌هایی است که همچنان قانون یک جوینت بکش، گواهینامه‌ات را از دست بده را اجرا می‌کند، هر گونه محکومیت برای جرم ماری‌جوانا با شش ماه تعلیق اجباری گواهینامه رانندگی مجازات می‌شود.